# Phil Harvey
Phil Harvey (25 de abril de 1938 - 2 de dezembro de 2021) foi um empresário, filantropo e libertário norte-americano que ao longo dos últimos 43 anos implantou programas de grande escala que oferecem contraceptivos subsidiados em países pobres. É fundador e presidente da DKT International, uma instituição de caridade sediada em Washington D.C que implementa programas de planejamento familiar e de prevenção contra HIV/AIDS em 19 países na África, Ásia e América Latina. Ele é o principal patrocinador do Liberty Project, que promove a conscientização sobre questões relativas à liberdade de expressão nos EUA. Harvey também é presidente da Adam & Eve, uma empresa sediada na Carolina do Norte que vende brinquedos eróticos, filmes adultos e camisinhas. Por esse motivo, ele é considerado “umas das pessoas mais influentes da indústria do sexo atualmente”.
Ao longo desses anos, Harvey usa os lucros da Adam & Eve para complementar o apoio recebido de doadores internacionais para proteção de milhões de casais pobres contra gravidez indesejada e infecções por HIV. Em 2012, a DKT International forneceu 25 milhões de anos de proteção por casal (CYPs).

## Biografia
Harvey nasceu em Evanston, Illinois, em 25 de abril de 1938. É filho de William Dow Harvey e Lucy Smith Harvey e o mais novo de cinco irmãos. Estudou na Universidade de Harvard desde 1957 e, em 1961, recebeu o diploma de bacharel em literatura e língua eslavas. Entre 1960 e 1962, prestou serviço militar em Forte Meade, Maryland, e em 1963 ingressou na CARE, uma instituição de caridade internacional, para trabalhar na Índia. Seu trabalho ao longo de cinco anos na CARE com programas de alimentação de larga escala em função do rápido crescimento do número de crianças na Índia o convenceu da importância do planejamento familiar. Assim foram plantadas em sua mente as primeiras sementes que o levariam a implementar uma iniciativa que pudesse tratar do problema em escala global.
Harvey retornou aos EUA em 1969 e matriculou-se no programa de mestrado em administração de planejamento familiar da Universidade da Carolina do Norte. Um de seus colegas de classe era o médico britânico Tim Black (que fundou a Marie Stopes International, uma grande instituição de caridade da Grã-Bretanha também focada na prestação de serviços de planejamento familiar). Harvey e Black fundaram a Population Services International em 1970, que atualmente opera em quase 70 países com um orçamento anual de $ 683 milhões (2011). Harvey foi diretor executivo da PSI de 1970 a 1977 e permaneceu no conselho da PSI até 2003.
Foi um dos co-fundadores da Adam & Eve em 1972 e continua no cargo de presidente dessa instituição. Fundou a DKT International em 1989, onde ocupa o cargo de presidente/diretor presidente desde a sua fundação.

## Negócios e empreendimentos sem fins lucrativos
A filosofia operacional de Harvey é única: combina altruísmo com fortes modelos de negócios. A Adam & Eve é uma das maiores empresas de produtos eróticos do mundo. A participação de Harvey nos lucros da Adam & Eve sustenta a DKT International, que vende contraceptivos a preços baixos usando canais de negócios que podem ser encontrados em todos os cantos do mundo, incluindo locais de poucos recursos. Projetos especiais, como aqueles implementados com os militares na Etiópia (que obriga todos os soldados a ter consigo camisinhas quando saem da base) ou com profissionais da área médica na Índia que ganham algum dinheiro vendendo camisinhas, ampliam e complementam essa abordagem e asseguram a ampla disponibilidade dos produtos.

### Histórico
Harvey percebeu o potencial da venda pelo correio quando, na Universidade da Carolina do Norte, juntou suas forças com Tim Back para iniciar a venda de camisinhas por esse canal. Seus esforços para expandir a gama de produtos levaram à evolução do negócio de produtos eróticos: segundo palavras do próprio Harvey, “tentamos fazer com que os nossos clientes comprassem roupas esportivas, kits de construção de navios, fivelas de cinto, aeromodelos, porém eles não se interessaram muito. Todas as vezes que colocávamos alguma coisa com apelo erótico no catálogo, os sinos tocavam.”.
O lucro de seu negócio de venda pelo correio propiciou o lançamento da Population Services International em 1970.
Entre 1977 e 2007, Harvey foi envolvido em diversas batalhas jurídicas com os governos do estado de Nova York e dos EUA, nas quais ele contestou e se defendeu de governos que ele acreditava que estavam prejudicando os direitos da Primeira Emenda. Como diretor executivo da PSI em 1977, Harvey enfrentou o Governador de Nova York, Hugh Carey, em um caso histórico de saúde reprodutiva, que chegou até o Supremo Tribunal dos EUA. No caso Carey vs. Population Services International, o Tribunal considerou inconstitucional, no âmbito da Primeira e Quarta Emendas, a Lei da Educação de Nova York que considerava crime (1) qualquer pessoa vender ou distribuir contraceptivos a pessoas menores de 16 anos; (2) qualquer pessoa, exceto farmacêuticos licenciados, distribuir contraceptivos a qualquer pessoa; e (3) qualquer pessoa, incluindo farmacêuticos licenciados, anunciar ou exibir contraceptivos. A decisão judicial de 1977, em conjunto com as decisões subsequentes, confirmou que a proteção de direitos e privacidade não está limitada a adultos casados. Uma ementa da decisão judicial de 1977 observou que o Estado de Nova York havia “reconhecido que não há provas de que a atividade sexual extraconjugal de adolescentes aumenta na proporção da disponibilidade de contraceptivos”.
Em 1986, os escritórios da Adam & Eve em Carrboro, Carolina do Norte, foram invadidos por 37 agentes da lei local armados. Nos seis anos seguintes, Harvey se defendeu de diversas acusações de obscenidade propostas pelo Departamento de Justiça do governo Reagan, cujo Procurador-Geral era Edwin Meese. No final, ele obteve êxito no décimo juízo federal de segunda instância em 1992 depois de propor ações judiciais proativas contra o governo dos EUA. Harvey documentou essa história em seu livro de 2001 “The Government vs Erotica: The Siege of Adam & Eve”. Nadine Strossen, então presidente da American Civil Liberties Union, escreveu no prefácio de “The Government vs Erotica”: “Phil Harvey não só sobreviveu aos contínuos esforços do governo de ameaçar seus negócios, como já tinha feito com outros empresários que também vendiam constitucionalmente materiais protegidos para adultos que procuravam esse tipo de material. De forma ainda mais inspiradora, Phil Harvey e sua notável equipe jurídica garantiu novos precedentes judiciais e políticas prosecutórias que protegerão outros indivíduos e empresas contra quaisquer outros casos similares de opressão e assédio por parte do governo”.
Em 1987, enquanto estava envolvido nos processos do governo Regan, Harvey contestou o governo dos EUA pela sua “Política da Cidade do México” (também conhecida como Global Gag Rule), uma política “intermitente” promulgada pela primeira vez pelo presidente Ronald Reagan em 1984, que exige que as organizações governamentais (ONGs) que recebem recursos federais se abstenham de realizar ou promover abortos como método de planejamento familiar em outros países. No caso DTK Memorial Fund Ltd. vs USAID, Harvey e duas ONGs internacionais lutaram para revogar a Política da Cidade do México. No final, esse tribunal, em combinação com outra decisão em um juízo diferente, determinou que a política poderia ser usada somente contra ONGs internacionais e não contra ONGs norte-americanas. Desde então, essa tem sido a política (que foi revogada pelo Presidente Bill Clinton em 1993, promulgada novamente por George W. Bush em 2001 e revogada novamente por Barack Obama em 2009).
Em 1989, Harvey fundou a DKT International, mais tarde denominada D.K.Tyagi, em homenagem a um antigo pioneiro do planejamento familiar na Índia.
Em 2006, a DKT International recusou-se a aceitar a política do governo dos EUA de que todas as ONGs que recebiam recursos federais para a luta contra AIDS ou tráfico sexual deveriam adotar uma política de âmbito organizacional de oposição à prostituição e tráfico sexual. Harvey acreditava que o compromisso era uma forma de discurso coercivo e que interferiria nos esforços de prevenção do HIV. A DKT contestou o compromisso como uma violação dos direitos da Primeira Emenda, com o apoio da American Civil Liberties Union. O juiz Emmet G. Sullivan decidiu a favor da DKT no Juízo Federal dos EUA para o Distrito de Columbia em 2006, porém o Juízo de Segunda Instância de Columbia reformou a decisão no ano seguinte. A questão, em um caso separado, foi contestada perante o Supremo Tribunal do EUA em 22 de abril de 2013 e espera-se uma decisão no futuro próximo.
Harvey faleceu de causas naturais em Bethesda, Maryland, em 2 de dezembro de 2021, aos 83 anos.

## Livros
- Show Time (2012) [5] – O primeiro romance de Harvey é um suspense psicológico que se parece com reality shows.
- Government Creep: What Government Is Doing That You Don’t Know About (2003)[6] – revistas pessoais, lares confiscados, crianças roubadas, negação do devido processo. Parece vida em um país do Terceiro Mundo, porém é o nosso próprio governo federal invadindo nossas vidas pessoais, supostamente para o nosso próprio bem.
- The Government vs. Erótica (2001) [7] – Harvey registra os diversos processos de sua empresa Adam & Eve, que surgiu como fornecedora de camisinhas pelo correio, e posteriormente entrou no ramo de distribuição de filmes adultos e parafernália erótica.
- Let Every Child Be Wanted: How Social Marketing is Revolutionizing Contraceptive Use Around the World (1999) [8] – Esse livro representa a única análise abrangente do marketing social de contraceptivos, documentando uma forma de assistência internacional que tem atraído o apoio de governos, fundações e outros doadores.

## Prêmios
- 2006 AASECT – Prêmio Humanitário [9]
- 2007 AVN Awards – Hall of Fame – Founders Branch [10]
- 2009 XIBZ – Lifetime Achievement Award [11]
- 2010 XRCO – 1st Amendment Special Award [12]